# Malik Beasley

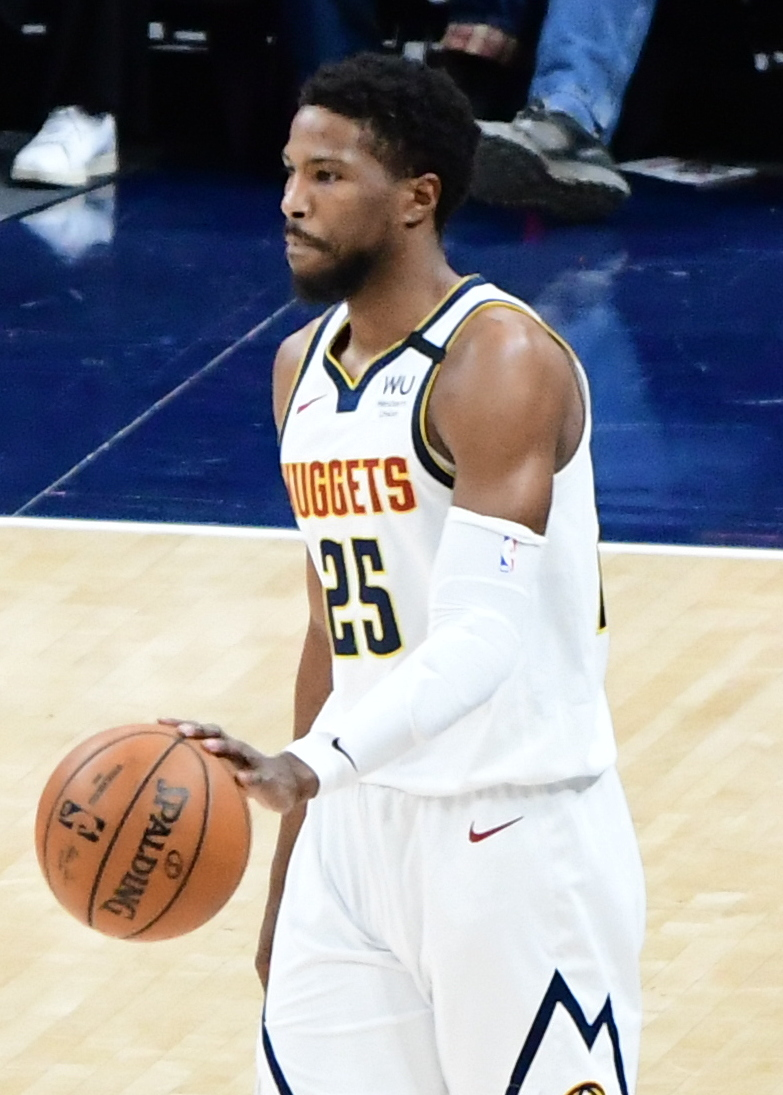
Malik Beasley, 2020.

Malik JonMikal Beasley, född 26 november 1996 i Atlanta i Georgia, är en amerikansk professionell basketspelare (SG), som spelar för Detroit Pistons i National Basketball Association (NBA). Han har tidigare spelat för Denver Nuggets, Minnesota Timberwolves, Utah Jazz, Los Angeles Lakers och Milwaukee Bucks.
Beasley draftades av Denver Nuggets i första rundan i 2016 års draft som 19:e spelare totalt.
Innan han blev proffs studerade Beasley vid Florida State University och spelade för deras idrottsförening Florida State Seminoles.
Beasleys farfar var skådespelaren John Beasley, som bland annat har spelat rollen som Coach Warren, i den biografiska sportfilmen Rudy. Malik Beasley är gift med Montana Yao och har två barn.